# Parc national de Zion
Vous lisez un « article de qualité » labellisé en 2009.
Le parc national de Zion (en anglais : Zion National Park) est un parc national américain situé dans le Sud-Ouest de l'État de l'Utah aux États-Unis.
Couvrant une superficie de 593 km2 (sur les presque 220 000 km2 que représente l'Utah) le parc est célèbre pour ses profonds canyons creusés par la rivière Virgin et ses affluents dans des roches colorées âgées de dizaines de millions d'années. Il est constitué de zones basses désertiques, de zones ripariennes au fond des canyons et de zones boisées au sommet des montagnes. La faune du parc est riche de 78 espèces de mammifères, 291 espèces d'oiseaux, 44 espèces de reptiles et d'amphibiens et de huit espèces de poissons. Plus de 900 espèces de plantes sont présentes dans le parc allant des cactus dans les zones désertiques aux forêts de conifères dans les zones montagneuses.
L'occupation humaine de la région remonte à plusieurs milliers d'années lorsque des paléoaméricains nomades arpentent la région en quête de nourriture. La région est par la suite habitée par des peuplades précolombiennes. Ces agriculteurs sédentaires, les Anasazis et les Fremonts, habitent la région entre le Ve siècle et le XIIe siècle. Ces cultures disparaissent après de longues périodes de sécheresse et sont à nouveau remplacées par des nomades, les Amérindiens Païutes qui y limitent leurs activités à la chasse et la cueillette. Les premiers explorateurs européens parviennent au sud-ouest de l'Utah à la fin du XVIIIe siècle et les premiers colons, des mormons, s'y installent au milieu du XIXe siècle.
Créé le 31 juillet 1909 en tant que monument national de Mukuntuweap (Mukuntuweap National Monument), il devient parc national le 19 novembre 1919. Il est renommé « Zion », un nom propre à la culture mormone représentant un « refuge » ou « sanctuaire ». Depuis, le National Park Service s'occupe de la protection des richesses naturelles et culturelles du parc qui a accueilli 4,6 millions de visiteurs en 2023.

## Géographie

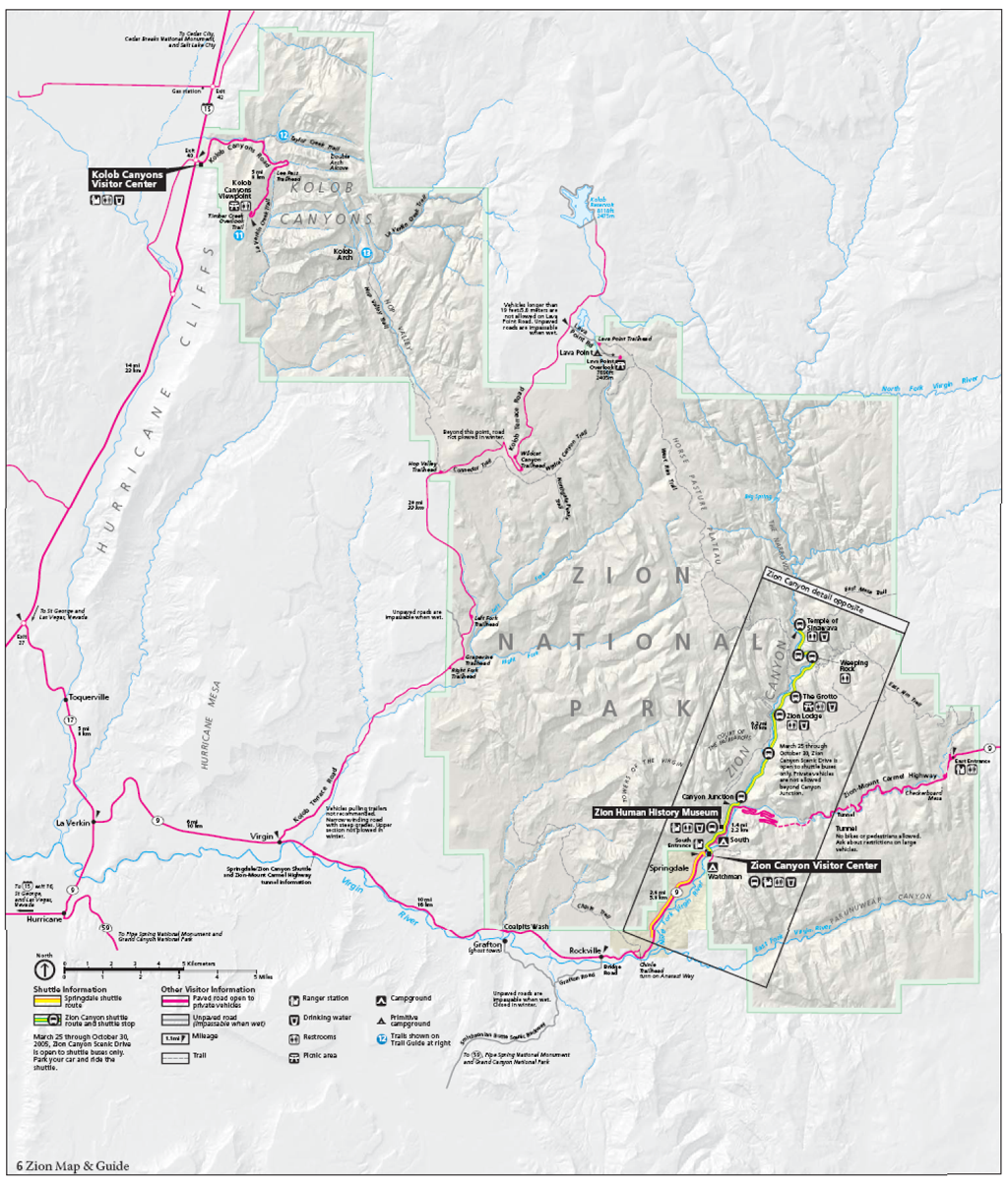
Carte du parc national de Zion.

Situé au sud-ouest de l'État de l'Utah, le parc s'étend sur les territoires des comtés de Washington, d'Iron et de Kane. Les métropoles les plus proches sont Las Vegas à 250 km au sud-ouest, Salt Lake City à 500 km au nord-est, et Denver à plus de 850 km à l'est. Le parc est accessible grâce à l’Utah State Route 9 et à l’Interstate 15. D'une superficie totale de 593,26 km2, le parc s'étend sur environ 40 km du nord au sud, alors que sa largeur varie entre 5 et 23 km.
Le parc est localisé à la jonction de trois zones géographiques importantes : le Grand-Bassin au nord-ouest, le désert de Mojave au sud-ouest et le plateau du Colorado à l'est.

### Relief
Le sommet du parc, dénommé Horse Ranch Mountain, culmine à 2 659 m. Cette montagne, située au nord-ouest du parc au niveau des canyons de Kolob, appartient au plateau du Colorado. Le canyon de Zion, localisé au sud-est du parc, s'est plus particulièrement creusé dans le plateau de Markagunt, une division du plateau du Colorado. L'altitude du point le plus bas, situé au sud-ouest du parc dans la zone désertique de Coal Pits Wash, est de 1 117 m.

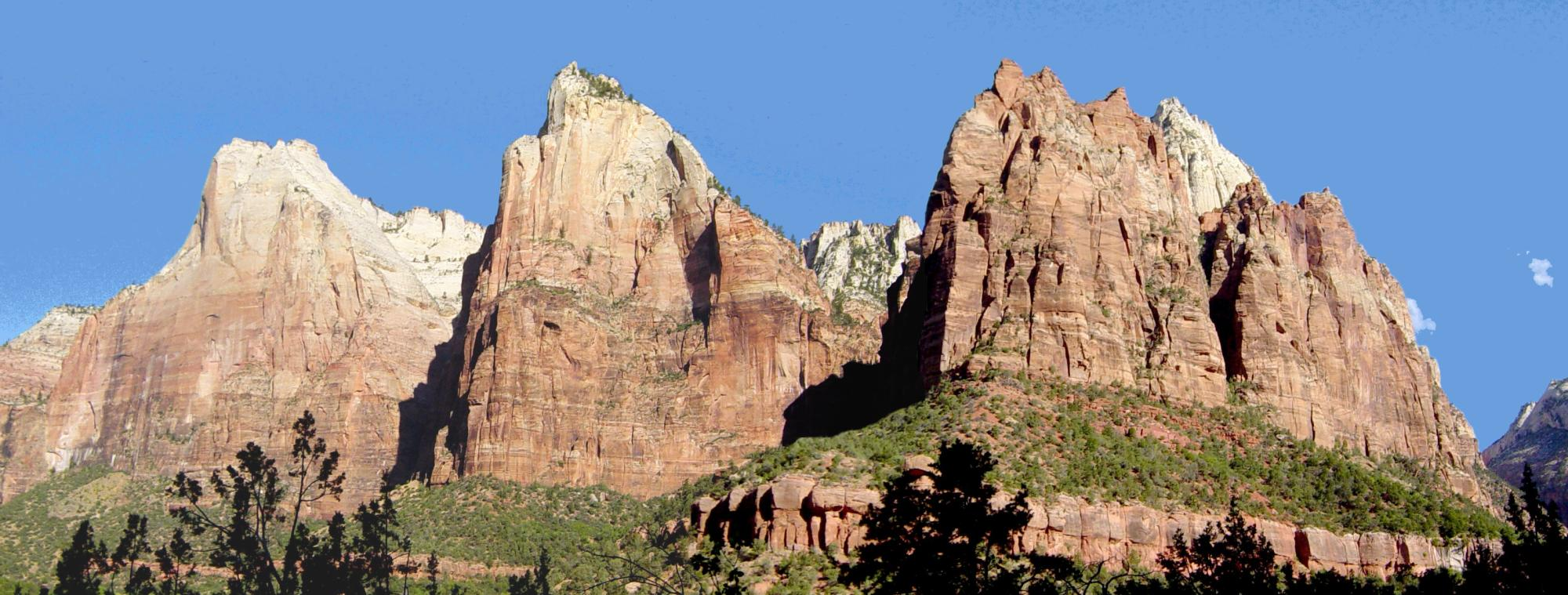
Les Three Patriarchs sont trois sommets de plus de 2000 m situés dans le parc de Zion

Les noms de certains sommets du parc, aux formes remarquables, donnés par les premiers colons et explorateurs, font référence à des termes religieux comme l’Angels Landing (1 763 m), le Great White Throne (2 055 m) et le triple pic Three Patriarchs (Abraham à 2 130 m, Isaac à 2 080 m et Jacob à 2 082 m). Le Checkerboard Mesa (2 063 m) est un mesa dont la surface est érodée comme un damier.

### Climat
La région est sous l'influence d'un mélange de climats continental, montagnard et désertique. Les températures y varient, en outre, fortement selon l'altitude. Les records de températures enregistrées sont de −18,8 °C au minimum et de 46,1 °C au maximum. Des gelées peuvent se produire d'octobre à mai, bien que celles-ci soient habituellement absentes de mars à décembre,.
Les précipitations, bien que régulières toute l'année, sont peu importantes dans le parc même si elles sont supérieures à celles des régions désertiques situées plus à l'ouest. L'humidité provenant principalement de l'océan Pacifique est stoppée au niveau de la chaîne montagneuse de la Sierra Nevada. Les zones de faible altitude comprises entre la Sierra Nevada et le parc, qui font partie du Grand Bassin, présentent les conditions d'un désert d'abri. L'altitude plus élevée du plateau sur lequel se trouve le parc permet à la zone de recevoir plus de précipitations que les basses plaines désertiques. Les mois de mai et de juin sont les moins pluvieux, alors que ceux de janvier à avril sont les plus arrosés. L'été est marqué par la mousson nord-américaine présente dans les régions désertiques du centre des États-Unis, qui se distingue du phénomène asiatique du même nom. Les pluies sont beaucoup moins abondantes mais fréquentes durant les après-midis du mois d'août. Les canyons peuvent ainsi être très rapidement inondés. En raison des basses températures en hiver, une partie des précipitations peut prendre la forme de neige, surtout en altitude,.
| Mois                                       | Janv  | Fév   | Mars  | Avr  | Mai  | Juin | Juil | Août | Sept | Oct  | Nov   | Déc   | Année |
| ------------------------------------------ | ----- | ----- | ----- | ---- | ---- | ---- | ---- | ---- | ---- | ---- | ----- | ----- | ----- |
| Record des températures maximales (°C)     | 21,6  | 25,5  | 30,0  | 34,4 | 38,8 | 45,5 | 46,1 | 43,8 | 43,3 | 36,1 | 28,3  | 21,6  | 46,1  |
| Températures maximales moyennes (°C)       | 11,0  | 14,0  | 17,0  | 23,0 | 28,0 | 34,0 | 38,0 | 36,0 | 33,0 | 26,0 | 17,0  | 12,0  | 24,1  |
| Températures minimales moyennes (°C)       | -1,6  | -0,5  | 2,2   | 6,1  | 11,1 | 15,5 | 20,0 | 18,8 | 15,5 | 9,4  | 2,7   | -1,1  | 8,2   |
| Record de température minimale (°C)        | -18,8 | -15,5 | -11,1 | -5,0 | -5,5 | 4,4  | 10,5 | 10,0 | 0,5  | -5,0 | -10,5 | -14,0 | -18,8 |
| Moyennes mensuelles de précipitations (mm) | 41    | 41    | 43    | 43   | 17   | 15   | 20   | 41   | 20   | 25   | 30    | 38    | 374   |

### Hydrographie
La rivière Virgin et ses affluents appartiennent au bassin du fleuve Colorado. Ces cours d'eau quittent le parc par l'ouest et le sud-ouest, avant de rejoindre le fleuve. Ce dernier, qui prend sa source dans les montagnes Rocheuses, s'écoule en direction du sud-ouest pour terminer sa course dans le golfe de Californie au Mexique, après avoir parcouru près de 2 250 km,.
La rivière Virgin et en particulier son bras nord (North Fork Virgin River) prend sa source en dehors du parc, au nord-est. Elle traverse le canyon de Zion dans la direction sud/sud-ouest en recevant les eaux de divers ruisseaux. L'un de ses affluents principaux, la East Fork Virgin River, la rejoint à l'endroit où elle quitte le parc national. Les canyons de Kolob sont eux formés par différents ruisseaux qui se jettent dans la rivière Virgin bien plus à l'ouest, hors des limites du parc. La pente suivie par la rivière Virgin varie entre 0,9 à 1,5 % dans le parc. Ce dénivelé important se retrouve dans des canyons encaissés et accélère l'écoulement des eaux.

## Géologie

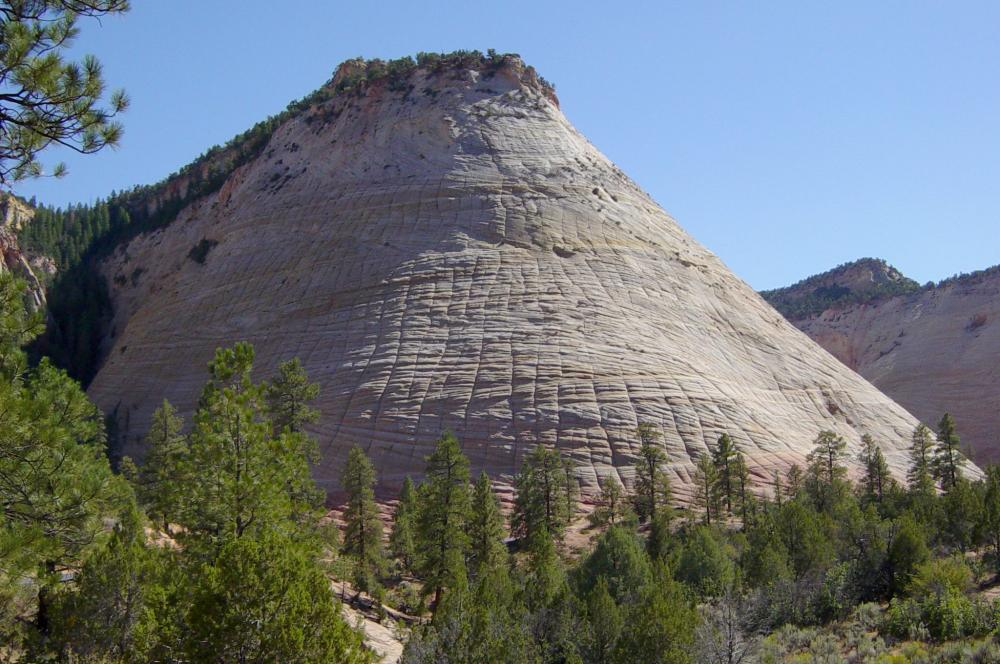
Le Checkerboard Mesa, un exemple de la Dakota Formation.

Le sol de la région des canyons de Zion et de Kolob est constitué de neuf formations géologiques superposées. Cet empilement de roches représente 150 millions d'années de sédimentation datant en grande partie du Mésozoïque mais ayant débuté dès le Permien (c'est-à-dire de 270 à 130 Ma).
Cette superposition de couches géologiques (jusque 3 000 mètres d'épaisseur) fait partie d'un plus grand empilement, le Grand Staircase dont les couches plus anciennes sont visibles dans le Grand Canyon et les couches plus récentes dans le parc national de Bryce Canyon. Les dépôts de sédiments, qui sont à la base des roches sédimentaires dans la région de Zion, se sont formés dans des mers chaudes, lacs, rivières, déserts ou dans un environnement côtier.
Au fil des années, ces couches sédimentaires se sont transformées en roches. Les sédiments marins carbonatés se sont transformés en roches calcaires tandis que les dépôts sableux des déserts se sont transformés en grès. Les sédiments étant composés de différents minéraux, les roches actuelles sont colorées en fonction de ceux-ci. Par exemple, la couleur rougeâtre est obtenue grâce à la présence d'oxydes de fer.
Par la suite, les couches géologiques ont été soulevées par le déplacement des plaques tectoniques. Situées au départ au niveau de la mer, les couches se sont élevées à près de 3 000 mètres d'altitude. Ce déplacement existe toujours au XXIe siècle, ce qui cause entre autres des tremblements de terre, comme celui de 1992 d'une magnitude de 5,8 sur l'échelle de Richter.
Les précipitations qui se sont abattues sur la région ont formé des cours d'eau qui, au fil des années, ont érodé les couches géologiques en formant de profonds canyons. Ceux-ci mettent au jour les différentes couches géologiques précédemment déposées. Le parc abrite également des dizaines d'arches naturelles notamment au niveau du grès coloré de Navajo (Navajo Sandstone). L'une des plus célèbres est la Kolob Arch mais est difficilement accessible. Cette arche fait partie des plus grandes arches de la planète.
| Coupe stratigraphique du parc. | Strate                  | Apparence                                                         | Ex de site                      | Sédimentation                       | Roche                                  | Photo                       |
| Coupe stratigraphique du parc. | Formation de Dakota     | Falaise                                                           | En haut de Horse Ranch Mountain | Cours d'eau                         | Conglomérat et grès                    | Dakota Sandstone            |
| Coupe stratigraphique du parc. | Formation de Carmel     | Falaise blanc jaunâtre                                            | Mt. Carmel Junction             | Mer peu profonde et désert côtier   | Calcaire, grès et gypse                | Carmel Formation            |
| Coupe stratigraphique du parc. | Formation de Temple Cap | Falaises                                                          | En haut de West Temple          | Désert                              | Grès blanc à rosé                      | Temple Cap Formation        |
| Coupe stratigraphique du parc. | Grès de Navajo          | Falaises de 490 à 670 m d'épaisseurStrates rouges (oxydes de fer) | Falaises du Zion Canyon         | Dunes (390 000 km2)érosion éolienne | Grès blanc à rouge                     | Navajo Sandstone            |
| Coupe stratigraphique du parc. | Formation de Kayenta    | Versants rocheux beige rosé                                       | Canyon                          | Cours d'eau                         | Grès et limon                          | Keyenta Formation           |
| Coupe stratigraphique du parc. | Formation de Moenave    | Rochers rougeâtres                                                | Zion Human History Museum       | Cours d'eau et étangs               | Calcaire et grès                       | Moenave Formation           |
| Coupe stratigraphique du parc. | Formation de Chinle     | Versants violets                                                  | Rockville                       | Cours d'eau                         | Argile schisteuse et conglomérat       | Chinle Formation            |
| Coupe stratigraphique du parc. | Formation de Moenkopi   | Falaises marron et strates blanches                               | De Virgin à Rockville           | Mer peu profonde                    | Schiste, calcaire, limon, argile, grès | Moenkopi Formation          |
| Coupe stratigraphique du parc. | Formation de Kaibab     | Falaises                                                          | Hurricane Cliffs                | Mer peu profonde                    | Calcaire jaune grisâtre                | Hurricane Cliffs/Kaibab Fm. |

## Milieu naturel
Situé sur le plateau du Colorado mais bordant les régions désertiques du Grand Bassin et de Mojave, le parc national abrite des espèces animales et végétales de différents écosystèmes. Les biotopes du parc dépendent en partie de l'altitude qui varie entre 1 117 et 2 659 m et de la proximité des cours d'eau. Ainsi, le parc est constitué de déserts, canyons, zones rocheuses, zones ripariennes, zones boisées et de hauts plateaux. Les affluents de la rivière Virgin et divers lacs artificiels permettent, par exemple, à toute une faune et une flore aquatique de vivre dans la région.

### Faune
Le parc abrite 78 espèces de mammifères, 291 espèces d'oiseaux, 44 espèces de reptiles et d'amphibiens et huit espèces de poissons. Parmi les espèces menacées se trouvent la Chouette tachetée, le Moucherolle des saules et la Tortue du désert.
Les mammifères sont représentés par une dizaine d'espèces de chauves-souris comme Myotis californicus et Antrozous pallidus. Parmi les rongeurs se trouvent le Pika américain (Ochotona princeps), le Lapin de Nuttall (Sylvilagus nuttallii), la Marmotte à ventre jaune (Marmota flaviventris), et l'Écureuil des rochers (Spermophilus variegatus). Les prédateurs sont représentés par le Coyote (Canis latrans) ainsi que les rares Puma (Puma concolor) et ours noir (Ursus americanus). Les grands herbivores, bien que peu communs, sont représentés par le Wapiti (Cervus canadensis), le Cerf hémione (Odocoileus hemionus) et le Mouflon canadien (Ovis canadensis).

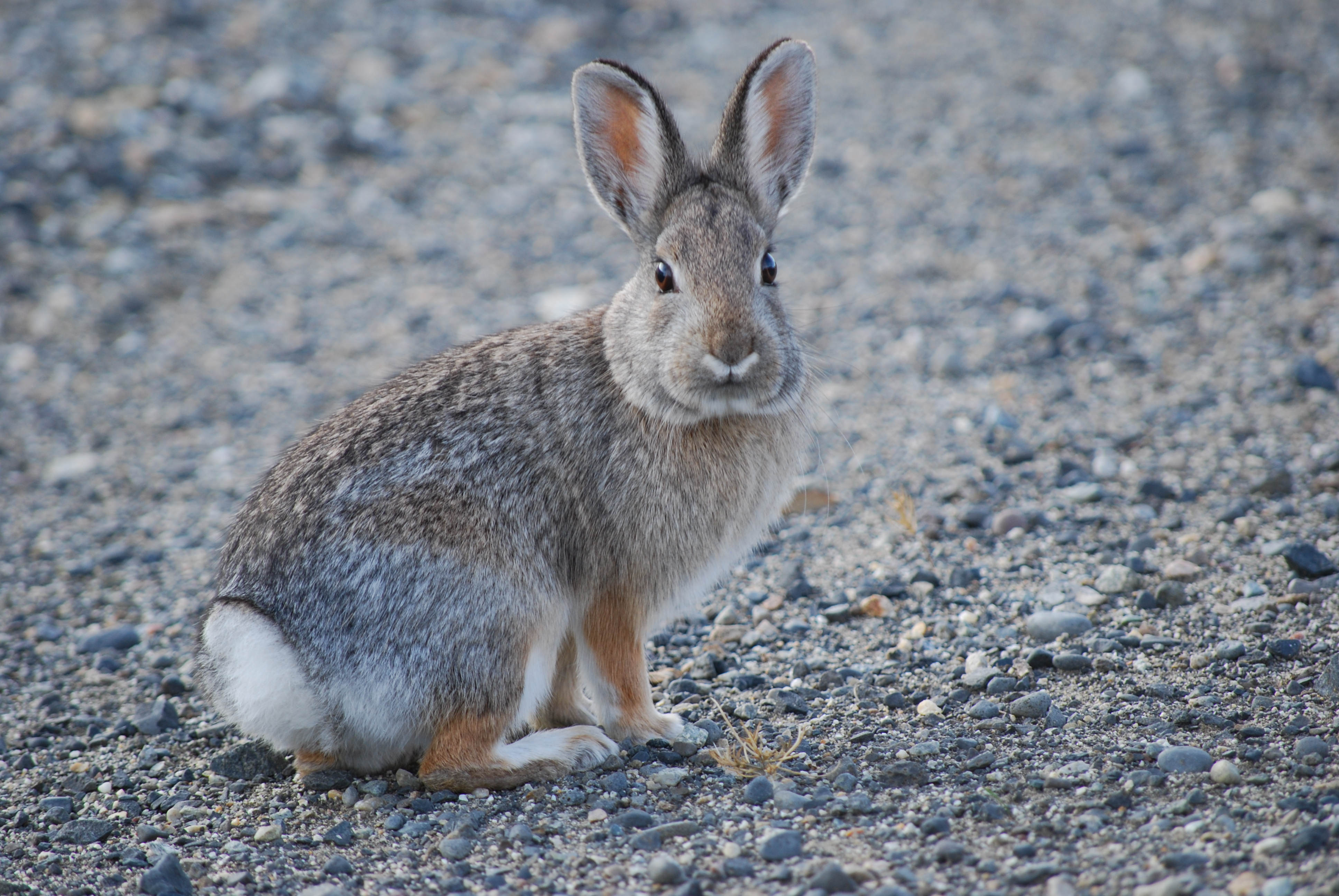
Lapin de Nuttall.
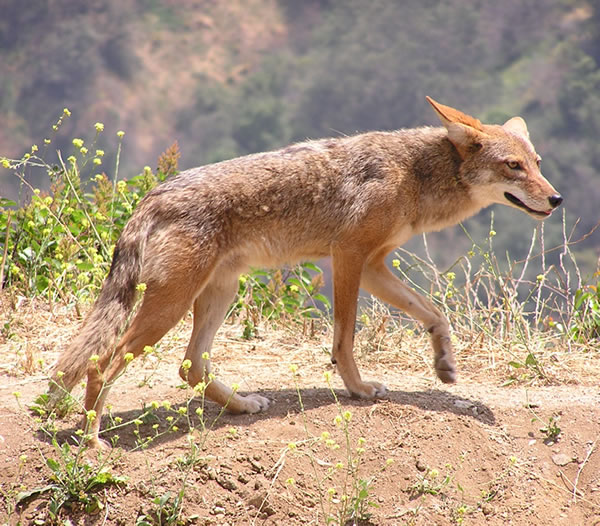
Coyote, un des prédateurs du parc.
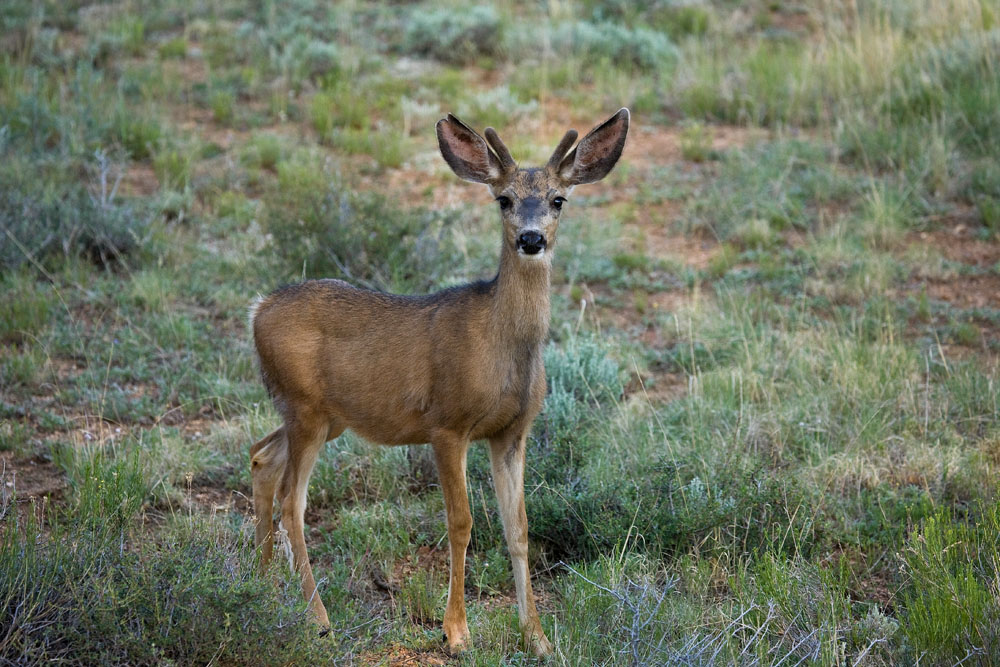
Cerf hémione.

En 1962, la zoologiste Rachel Carson écrit un livre retentissant qui met en avant les effets néfastes des pesticides (notamment le DDT) sur les faucons pèlerins. En 1970, il ne reste plus que 39 couples de faucons pèlerins aux États-Unis continentaux. Au début du XXIe siècle, on décompte environ 4 000 couples de cet oiseau de proie dans le pays, dont une dizaine dans le parc. Le Condor de Californie et le Pygargue à tête blanche, des espèces protégées, sont eux aussi présents dans le parc. Parmi les 291 espèces d'oiseaux se trouvent également le Bruant des neiges (Plectrophenax nivalis), le Guiraca bleu (Passerina caerulea), le Carouge à tête jaune (Xanthocephalus xanthocephalus), le Coulicou à bec jaune (Coccyzus americanus), le Martinet à gorge blanche (Aeronautes saxatalis), le Pic à nuque rouge (Sphyrapicus nuchalis), le Solitaire de Townsend (Myadestes townsendi), la Mésange de Gambel (Poecile gambeli), le Roselin à tête grise (Leucosticte tephrocotis), le Tarin des pins (Carduelis pinus). Près des zones aquatiques sont présents le Grèbe élégant (Aechmophorus occidentalis), le Pélican d'Amérique (Pelecanus erythrorhynchos), l'Ibis à face blanche (Plegadis chihi), le Fuligule à tête noire (Aythya affinis) et le Râle de Virginie (Rallus limicola).

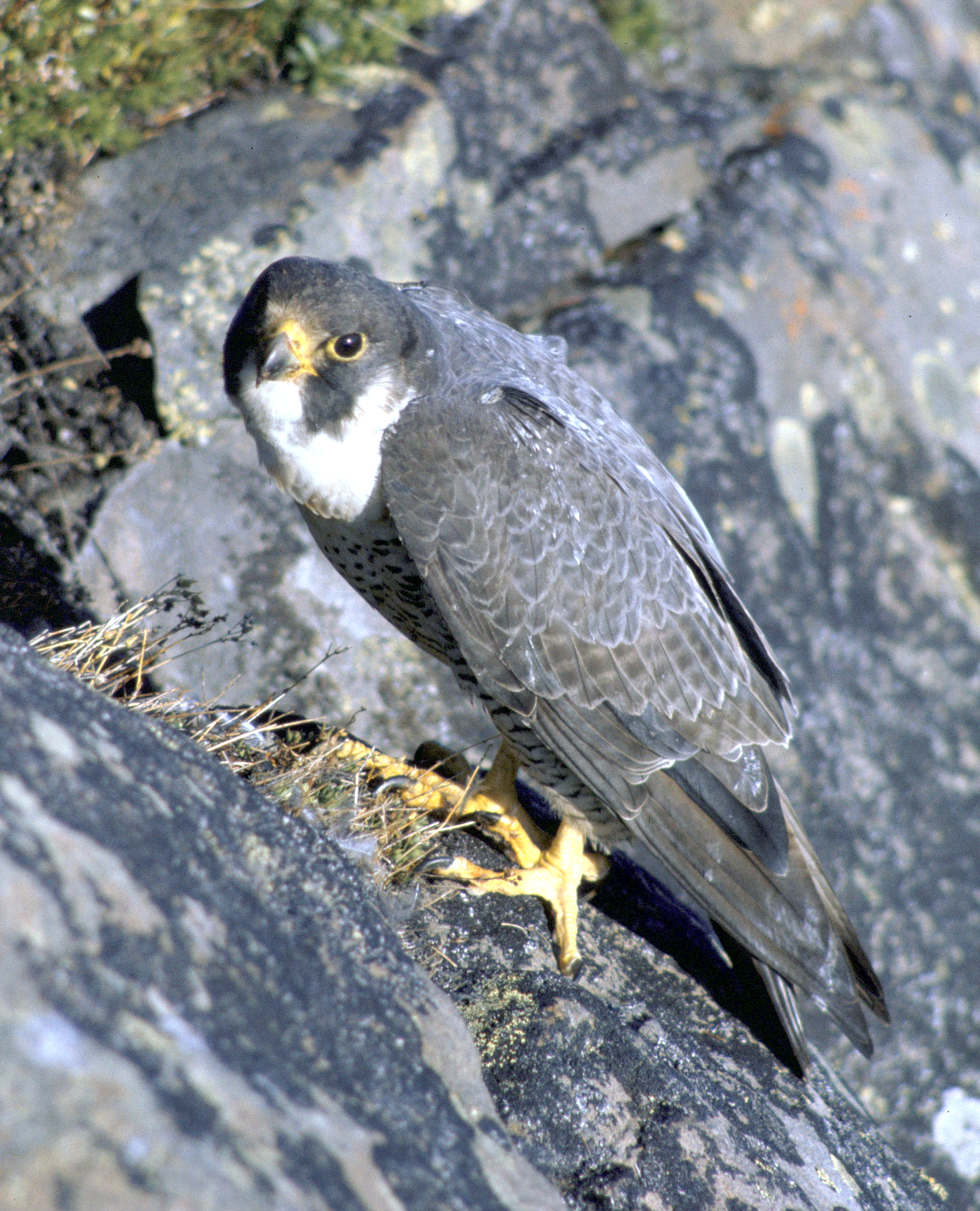
Faucon pèlerin, la population croît à nouveau.
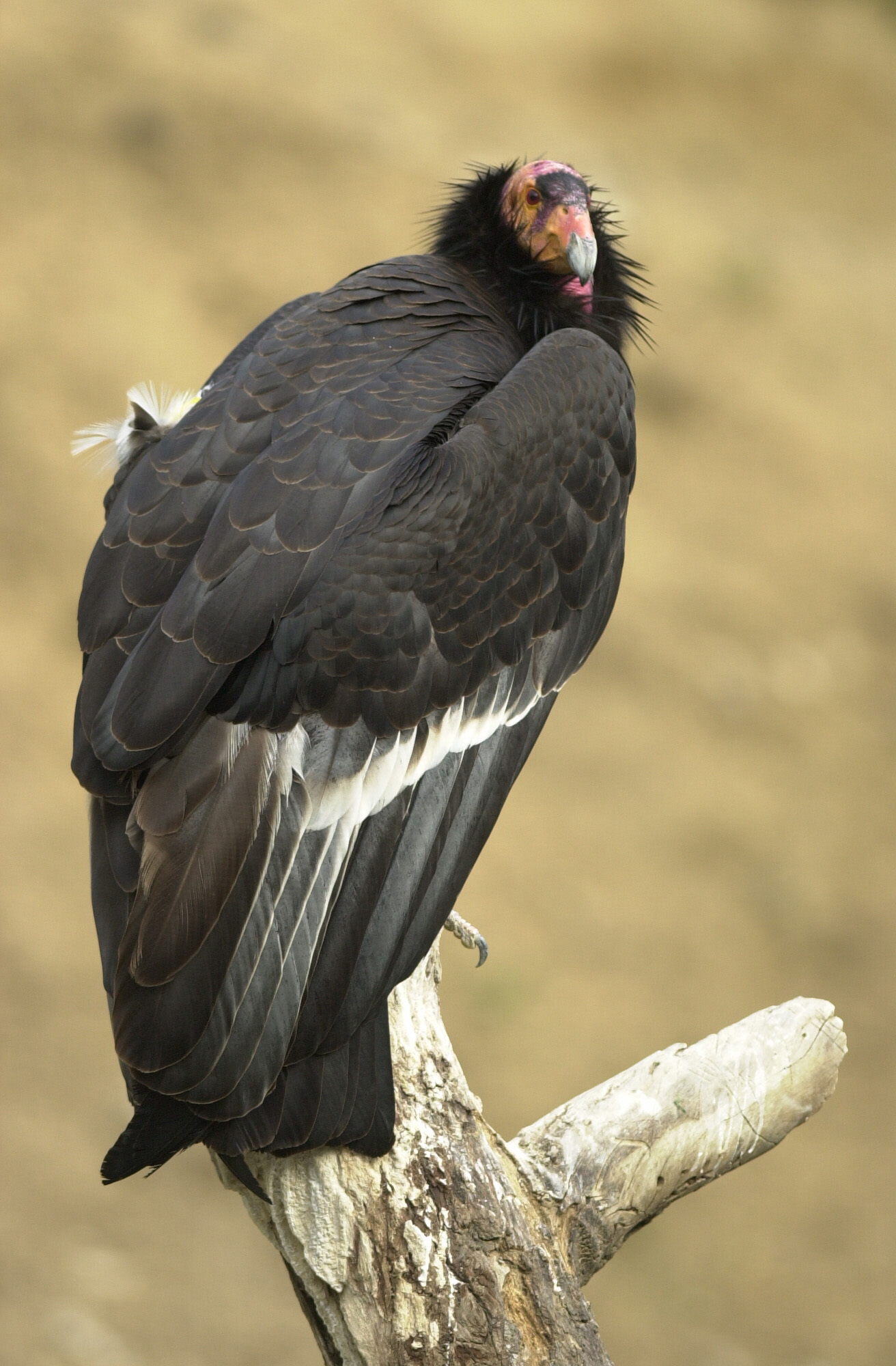
Condor de Californie, espèce réintroduite dans la zone du parc.

Les amphibiens sont représentés dans le parc par Bufo punctatus, Hyla arenicolor, la Grenouille léopard (Rana pipiens) et la Salamandre tigrée (Ambystoma tigrinum). Parmi les reptiles on note la présence de Gecko à bandes (Coleonyx variegatus), le Chuckwalla (Sauromalus ater), le Monstre de Gila (Heloderma suspectum), le Serpent-taupe de San Diego (Pituophis catenifer), le Crotale de l'ouest (Crotalus oreganus) et la Tortue du désert (Gopherus agassizii),,.
Les rivières du parc accueillent des espèces de poissons endémiques. Il s'agit de Lepidomeda mollispinis, Rhinichthys osculus, Catostomus latipinnis et Catostomus clarki. Les autres poissons ont été introduits comme la Truite fardée de Bonneville (Oncorhynchus clarki utah), la Truite fario (Salmo trutta) et l'Omble de fontaine (Salvelinus fontinalis),.

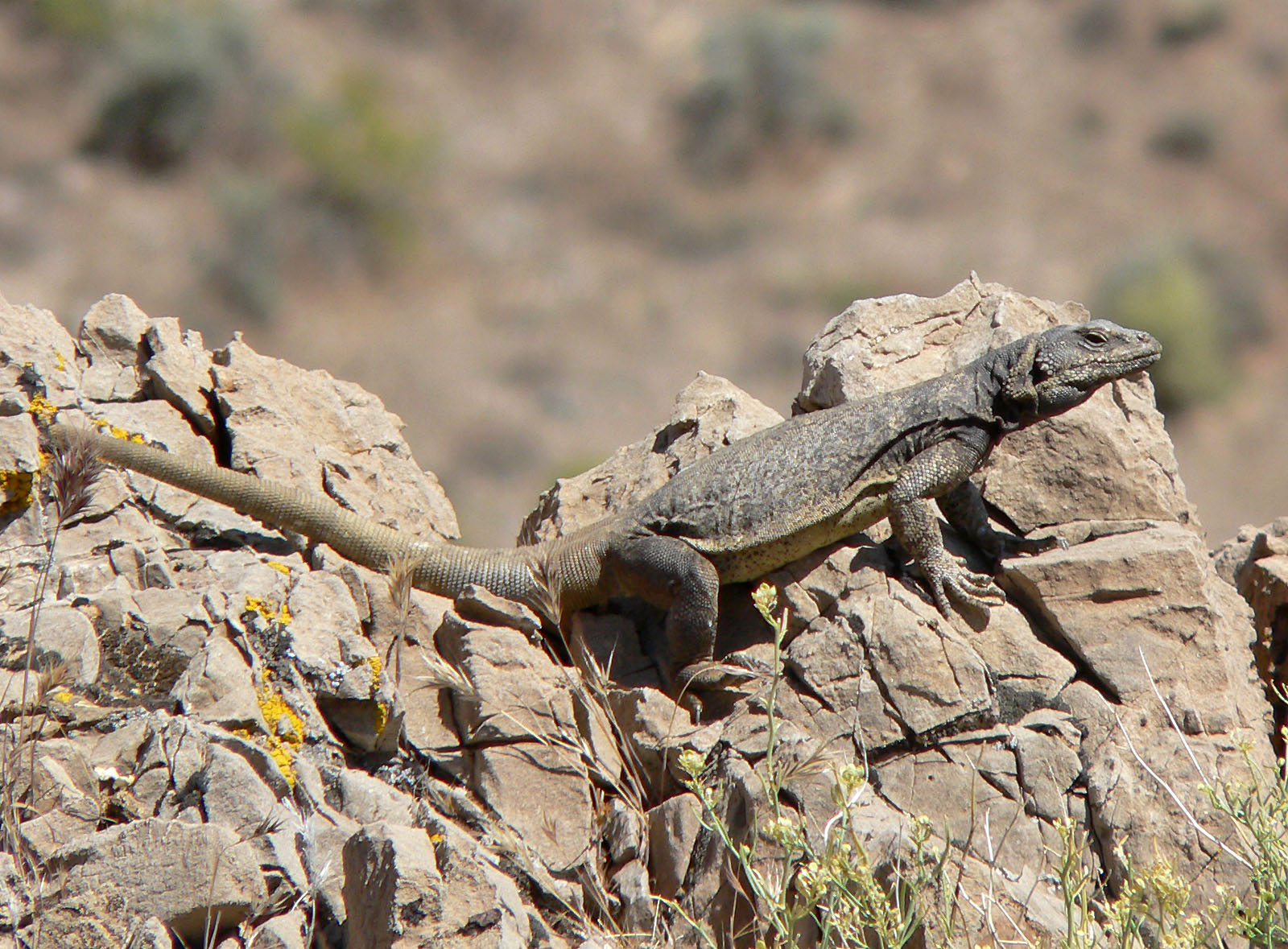
Chuckwalla.
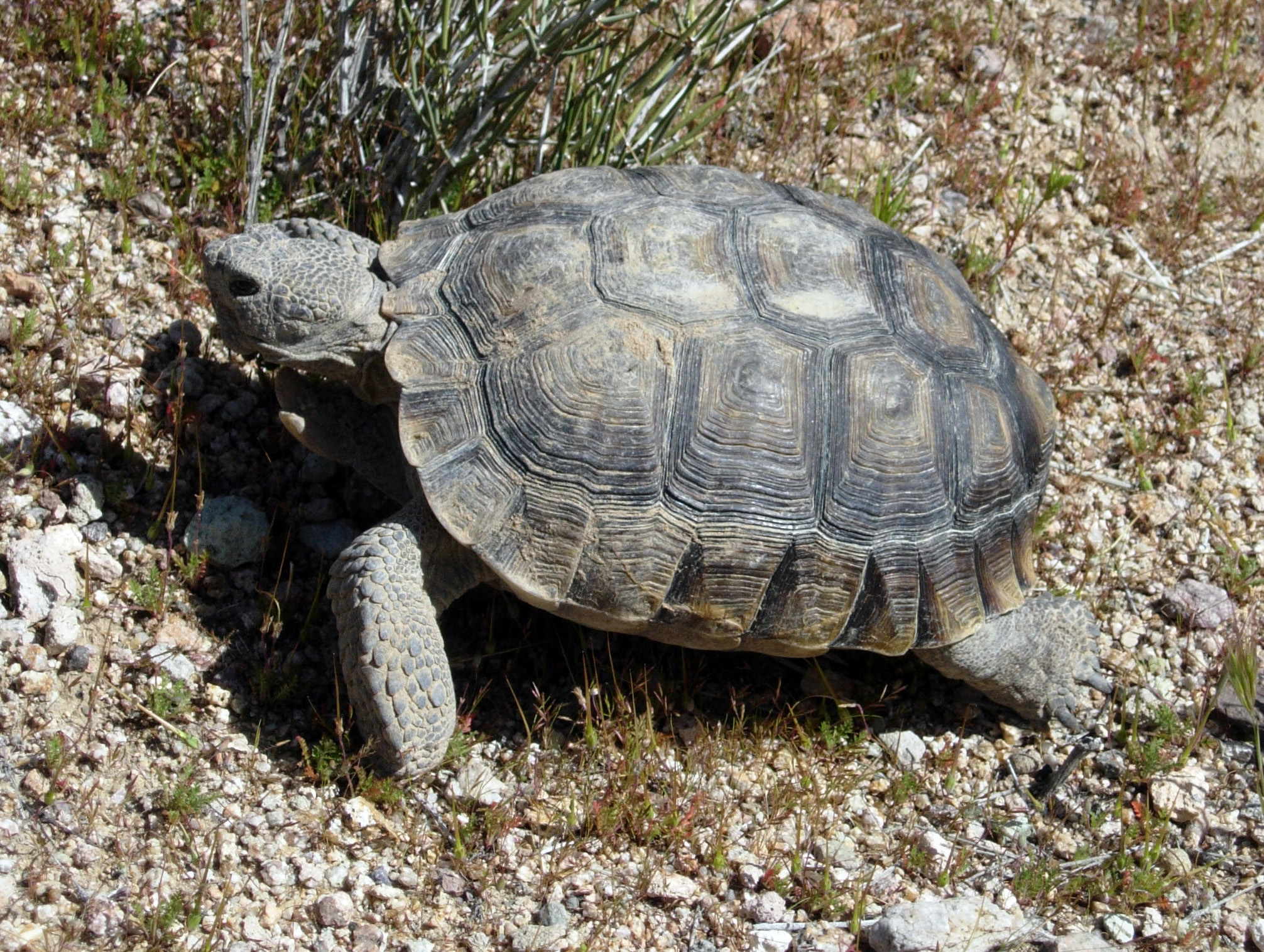
Tortue du désert, une espèce menacée.
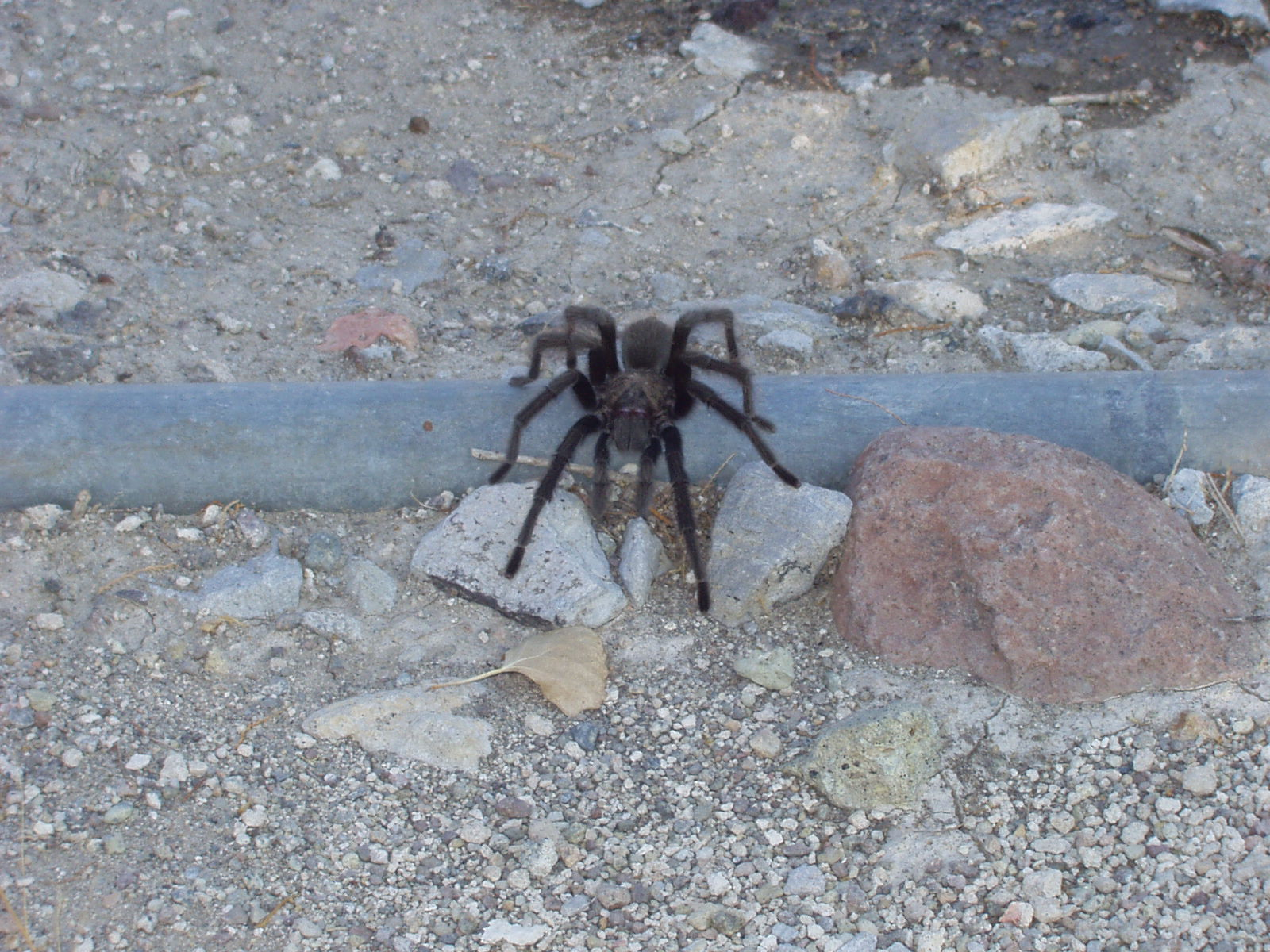
Mygale.

Parmi les nombreux arthropodes présents dans le parc se trouve une guêpe chasseuse d'araignées du genre Hemipepsis. Celle-ci peut chasser dans le parc une mygale du genre Aphonopelma dont la femelle peut vivre jusque 25 ans. Il est rare que cette araignée de taille importante morde une personne et son venin est considéré comme non toxique. Elle sort essentiellement pendant la nuit et est surtout visible dans le parc en période d'accouplement de la fin de l'été au début de l'automne,.

### Flore

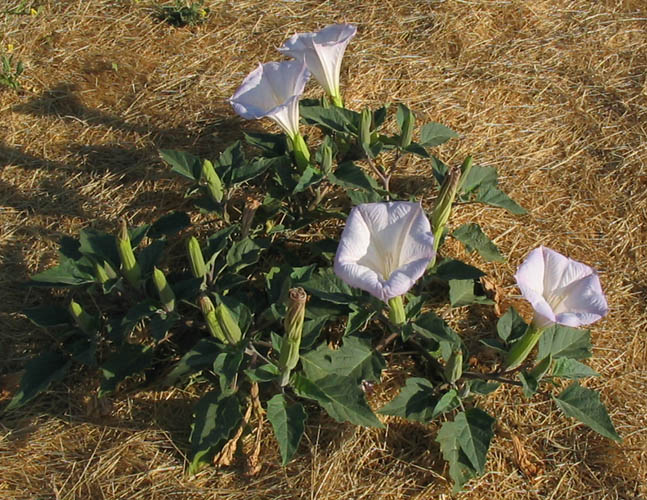
Datura wrightii, une plante hallucinogène.

La flore est composée d'environ 900 espèces de plantes. Les zones désertiques sont peuplées de cactus, dont Echinocereus triglochidiatus, Opuntia phaeacantha et Opuntia basilaris aurea. Les fougères, proches des zones humides, portent le nom de Capillaire de Montpellier (Adiantum capillus-veneris), Cheilanthes feei, Cystopteris fragilis. La Prêle des champs (Equisetum arvense) est également commune.
Les herbes, des différents milieux, sont composées de nombreuses espèces notamment dans les genres Agropyron, Bouteloua, Bromus et Muhlenbergia. Le genre Juncus est lui aussi présent. Les fleurs s'épanouissent également en grand nombre dans le parc. Le blanc est offert par la plante hallucinogène Datura wrightii, le jaune par Mahonia fremontii, le rouge par Rumex hymenosepalus, le rose par Bec-de-grue à feuilles de ciguë (Erodium cicutarium) et le mauve par Tradescantia occidentalis.
Le bouleau (Betula occidentalis) apprécie les zones ripariennes. Le Cyprès de l'Arizona (Cupressaceae glabra), le Genévrier de l'Utah (Juniperus osteosperma), le Genévrier des Rocheuses (Juniperus scopulorum), l'Érable nain (Acer glabrum), l'Érable negundo (Acer negundo) et le chêne Quercus gambelii se retrouvent dans divers milieux. Le Sapin de Douglas (Pseudotsuga menziesii), le Pin à pignons (Pinus edulis), le Pin ponderosa (Pinus ponderosa) et le Sapin du Colorado (Abies concolor) sont plutôt présents en altitude. Les arbustes comme le Yucca baccata, le Sumac à bois glabre (Rhus glabra) y sont également bien représentés.

### Incendies
Avant les années 1960, les feux de forêts sont considérés comme une grave menace par les gestionnaires du parc. Par la suite, des études démontrent que les incendies jouent un rôle important dans le renouvellement et la bonne santé des écosystèmes. D'anciennes politiques de gestion visant à empêcher tout incendie avaient causé une accumulation excessive de végétaux morts en décomposition, qui jusque-là auraient été brûlés par des incendies naturels. Les incendies sont pourtant cruciaux pour de nombreuses espèces de plantes car ils libèrent des terres tout en enrichissant le sol en nutriments,. Après un incendie, la croissance du nouveau tapis végétal est ainsi améliorée, ce qui accroît également les populations d'animaux de toute la chaîne alimentaire.
Au lieu d'attendre l'apparition d'un incendie naturel qui pourrait devenir potentiellement catastrophique, un programme de gestion des incendies a été mis en œuvre. Le parc a ainsi à sa disposition toute une équipe de pompiers et de spécialistes pouvant gérer ce phénomène. Ces derniers participent également à la gestion des parcs nationaux voisins de Bryce Canyon, Capitol Reef et Cedar Breaks.
La gestion des incendies est en grande partie préventive. Il s'agit d'éteindre les incendies dangereux non souhaités mais surtout d'empêcher leurs apparitions. Ainsi, lorsque les conditions sont favorables, des incendies préventifs sont volontairement boutés. Cela empêche l'apparition d'un incendie non souhaité lorsque les conditions climatiques sont défavorables à la maîtrise du sinistre. La végétation est également défrichée par endroits en vue de créer des barrières que le feu ne peut franchir faute de combustible.

## Histoire
Les hommes vivent dans la région du parc national de Zion au minimum 6 000 ans av. J.-C. Les archéologues caractérisent l'histoire humaine de la région en quatre périodes. Celles-ci se distinguent par des adaptations sociales ou technologiques,.

### Période archaïque

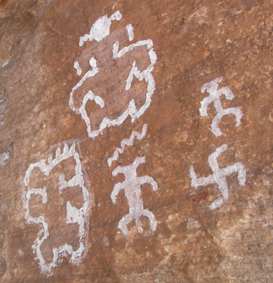
Les pétroglyphes et d'autres vestiges découverts indiquent que l'homme est présent dans la région depuis des milliers d'années.

Durant la « période archaïque » (6000 av. J.-C. jusqu'au Ve siècle), de petits groupes d'hommes chassent, vivent de la cueillette de graines et de fruits dans la zone occidentale du plateau du Colorado et dans la zone du Grand Bassin. Ces chasseurs sont nomades et ne laissent que peu de traces archéologiques, mis-à-part dans quelques cavernes et, dans certains sites profonds d'inhumation des morts. Les archéologues y découvrent des objets périssables tels que des paniers, des cordes et des sandales en fibres de yuccas. La période connaît également l'utilisation d'outils tranchants en pierre et des pointes en pierre sont fixées à des propulseurs pour la chasse. À partir de 300 ans av. J.-C., certains groupes améliorent leur alimentation en cultivant à faible échelle du maïs. Ces derniers deviennent alors petit à petit sédentaires et vivent dans des habitations troglodytes.

### Période formative
L'agriculture s'intensifie lors de la « période formative » (de 500 jusqu'en 1300). Cette période se caractérise dans le parc par deux cultures différentes : la culture Anasazi et la culture Fremont. Ils installent des villages dénommés pueblos. Ces villages possèdent des habitations troglodytes, des cistes de stockage et même plus tard des pièces en maçonnerie. Des meules à grains démontrent l'importance du maïs dans leur alimentation. La sédentarisation facilite la fabrication d'objets en céramique. Ils sont utilisés pour le stockage des vivres et pour la préparation des aliments. Le commerce de ces objets existe entre les villages. La période voit également l'apparition de l'arc à flèches. Les archéologues pensent que les Anasazis ne vivaient plus que de l'agriculture tandis que les Fremonts continuaient à chasser et à pratiquer la cueillette. Les villages Anasazis étaient localisés le long de la rivière Virgin et de ses principaux affluents. Les Fremonts étaient localisés plus près des petits ruisseaux, à proximité des sources de ceux-ci, à plus haute altitude. Leurs graines qu'ils cultivent sont par ailleurs davantage adaptées à ces conditions d'altitude. Durant cette période, il semble que les deux cultures eurent des contacts.

### Période néo-archaïque

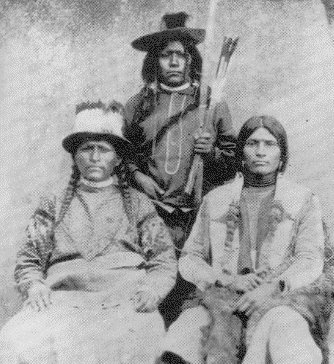
Amérindiens de la tribu des Païutes.

Au XIIIe siècle, les deux cultures d'agriculteurs disparaissent de la région, notamment à cause de longues périodes de sécheresses entrecoupées par de violentes inondations apparues dès le XIIe siècle. Ils sont alors remplacés par les Païutes, nomades pratiquant la cueillette et la chasse et dépendant moins du climat et des récoltes. La troisième période, dite « néo-archaïque » dure de 1300 jusqu'à la fin du XVIIIe siècle. Les Païutes utilisent des pièges, des paniers, des filets, des arcs et des flèches. Certains groupes plus sédentaires plantent parfois du maïs et des tournesols pour compléter leur alimentation mais en faible quantité en raison de leur nomadisme.

### Période de colonisation
La quatrième période débute à l'arrivée des premiers explorateurs et colons Européens. Les premières explorations sont faites par les Espagnols qui remontent en partie la rivière Virgin. Le 13 octobre 1776, les missionnaires franciscains et explorateurs espagnols Silvestre Vélez de Escalante et Francisco Atanasio Domínguez traversent la région des canyons de Kolob. En 1825, le trappeur Jedediah Smith explore certaines zones pour le compte de l'American Fur Company. La zone est traversée par les personnes reliant l'est du continent à la Californie. Les mormons arrivent en Utah, en 1847, dans la région de Salt Lake City. En 1851, la région de Cedar City est colonisée par les Mormons. Ces derniers utilisent la région des canyons de Kolob pour se fournir en bois et faire paître leur bétail. Ils prospectent également la région à la recherche de minerais et dévient certains cours d'eau en vue d'irriguer leurs cultures situées plus bas dans la vallée. Le nom Kolob est un terme mormon pour décrire un lieu près de la résidence de Dieu. 

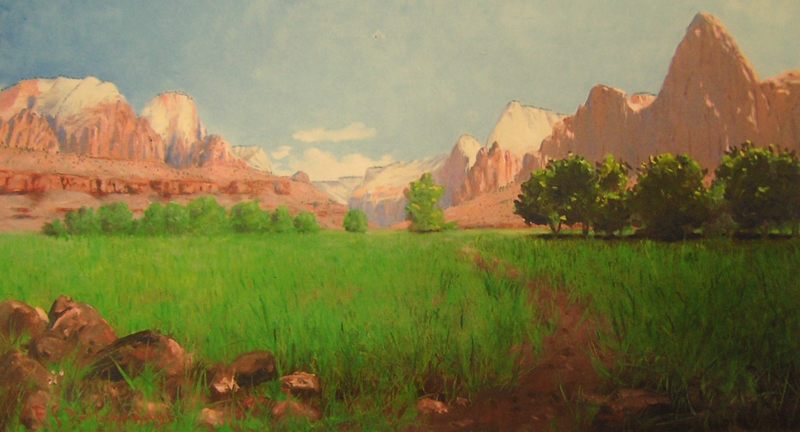
Peinture du canyon par Frederick S. Dellenbaugh (1903).

Les Mormons s'étendent petit à petit dans la région et, en 1863, le fermier mormon Isaac Behunin et sa famille s'installent durant l'été dans le canyon alors qu'en hiver ils retournent vivre à Springdale. Behunin serait à l'origine du nom Zion en hommage au havre de paix biblique. Deux autres familles s'installent dans le canyon les années suivantes pour y élever du bétail. Le sol y sera également cultivé jusque 1909. Dans les années 1860, les localités de Springdale, Grafton, et Paradise voient le jour le long de la rivière Virgin. En 1863, Issac Behunin construit la première habitation en bois dans le canyon de Zion. Mais le peu de terre cultivable et les inondations récurrentes finissent par décourager les colons dans le haut de la vallée de la rivière. Grafton est abandonnée par ses habitants partis vers un endroit plus clément et devient une ville fantôme.
Lors d'une expédition scientifique et cartographique en 1872, John Wesley Powell visite le canyon de Zion et le nomme Mukuntuweap en pensant qu'il s'agit du nom que les Païutes donnent au lieu. Des membres de l'expédition réalisent de nombreuses photographies des lieux entre 1872 et 1873. Le peintre Frederick S. Dellenbaugh réalise également plusieurs peintures du canyon et les expose lors de l'exposition universelle de 1904 à Saint-Louis. Un article du Scribner's Magazine met en avant l'année suivante la beauté du parc. En 1880, le géologue Clarence Dutton dit du canyon :
« Il y a une éloquence dans ses formes, qui suscite l'imagination avec une force singulière et qui touche l'esprit. Rien ne peut excéder l'étonnante beauté de Zion […] la noblesse et la beauté de ses sculptures ne souffrent aucune comparaison »,.

### Histoire du parc

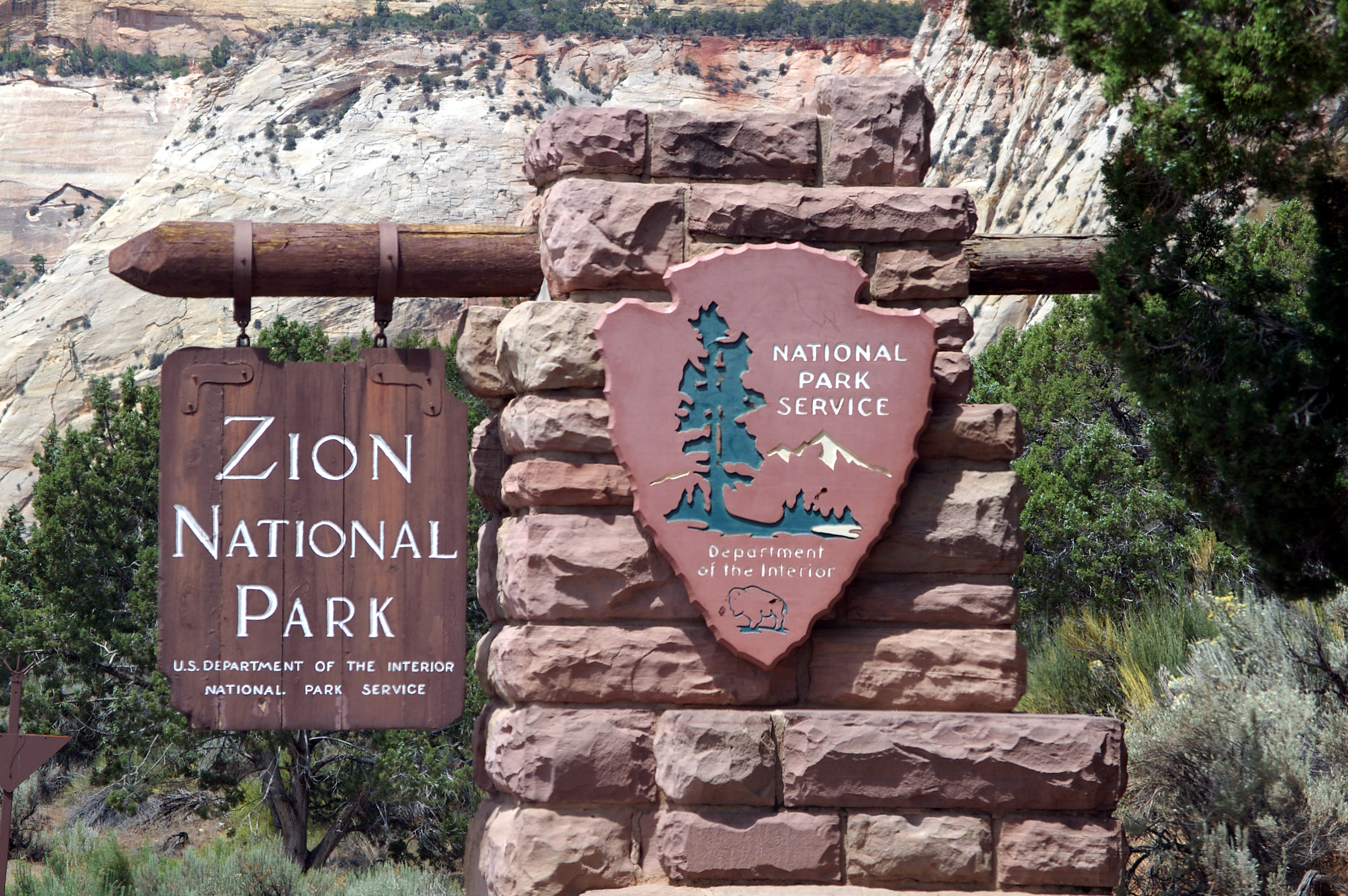
Signe indiquant l'entrée orientale du parc national de Zion, géré par le National Park Service.

Au début du XXe siècle, le sud de l'Utah devient reconnu pour la beauté de ses paysages et son potentiel touristique est mis en avant. L'article, les photographies et les peintures font une telle publicité au canyon que le président américain William Howard Taft proclame une partie de la région (61,5 km2) Monument national de Mukuntuweap (Mukuntuweap National Monument) le 31 juillet 1909,. Le lieu reste inaccessible pour la plupart des visiteurs par la médiocrité des chemins d'accès. Le plus proche chemin de fer passe à plus de 150 km. Les autorités décident alors de construire des routes dans le sud de l'État. L'Union Pacific Railroad développe aussi le chemin de fer dans la région et construit des lieux de résidence touristiques. En 1917, les voitures peuvent atteindre le canyon et le premier responsable de la zone protégée propose de changer son nom en Zion, car le nom Mukuntuweap est impopulaire dans la région. En 1918, le président Woodrow Wilson ajoute au monument environ 311 km2 et le rebaptise Zion National Monument. En 1919, le parc est désigné parc national.
Durant les années 1920, le tourisme s'accroît en même temps que les moyens de transport. Des offres permettent aux touristes de visiter le parc tout comme ceux de Bryce canyon et du Grand Canyon. Le complexe hôtelier Zion lodge est également édifié. En 1930, la route Zion-Mt Carmel permet aux conducteurs de rejoindre plus facilement Bryce Canyon. Pour ce faire, un tunnel d'environ 1,7 km est construit sous les falaises de Zion. Les premières recherches archéologiques dans le parc remontent à 1933 et 1934. C'est à cette époque que l'on découvre le style de vie des premiers habitants de la région. Les recherches ont depuis bien diminué et les fouilles ne se font qu'en cas de travaux de construction qui pourraient détruire de précieux vestiges. De nombreux objets sont ensuite préservés au sein du musée du parc. En 1937, le président Franklin Delano Roosevelt officialise la création d'un second monument national à proximité du parc au niveau des canyons de Kolob. Ce monument fusionne avec le parc national en 1956. Le tourisme continue ensuite à se développer pour dépasser les deux millions de visiteurs chaque année au XXIe siècle, ce qui alimente l'économie locale. Les Païutes et les Mormons sont toujours présents dans les régions proches du parc national. Le 30 mars 2009, 503,45 km2 du parc fut désigné comme aire sauvage au sein du Zion Wilderness.

## Gestion et administration

Logo du National Park Service.

Le parc national est administré par le service national des parcs (National Park Service) qui dépend du ministère de l'intérieur. Ce service dispose d'un budget annuel total de 2,361 milliards de dollars (2005) et doit gérer au niveau national plusieurs zones protégées dont la superficie totale avoisine les 340 000 km2.
Le rôle du service national des parcs est de préserver et de protéger les ressources naturelles et culturelles. Le Congrès des États-Unis lui a conféré le titre d'agence fédérale lors de la ratification du National Park Service Organic Act le 25 août 1916,. Selon cette loi, la mission du service est de « promouvoir et de réguler l'utilisation des parcs nationaux en protégeant les paysages, la vie sauvage et les sites historiques en vue de les laisser intacts pour les générations futures ». La chasse, l'exploitation minière et forestière ainsi que la collecte de ressources naturelles et culturelles sont illégales dans le parc. L'exploration et l'exploitation pétrolière ou de gaz naturel sont également interdites.
Le travail des agents du National Park Service dans le parc de Zion consiste à accueillir les visiteurs, entretenir les infrastructures et protéger les richesses naturelles et archéologiques du parc. Chaque année, des bénévoles offrent aussi plus de cinq millions d'heures pour aider le personnel du parc dans divers travaux.
Les services du parc doivent restaurer les routes et les sentiers de randonnées. Les travaux d'infrastructures sont réalisés pour limiter l'impact sur le milieu. Le parc se fait aider par des archéologues afin d'éviter de détruire des vestiges archéologiques lors de travaux. Des recherches archéologiques sont par ailleurs réalisées pour répertorier les sites à travers tout le parc. Différentes incitations visent à diminuer l'impact écologique, comme en encourageant les visiteurs à ne pas employer leurs véhicules dans le parc et en leur fournissant des navettes gratuites. Des séances de sensibilisation aux richesses du parc sont aussi proposées aux visiteurs ainsi qu'à de nombreuses écoles.

## Tourisme

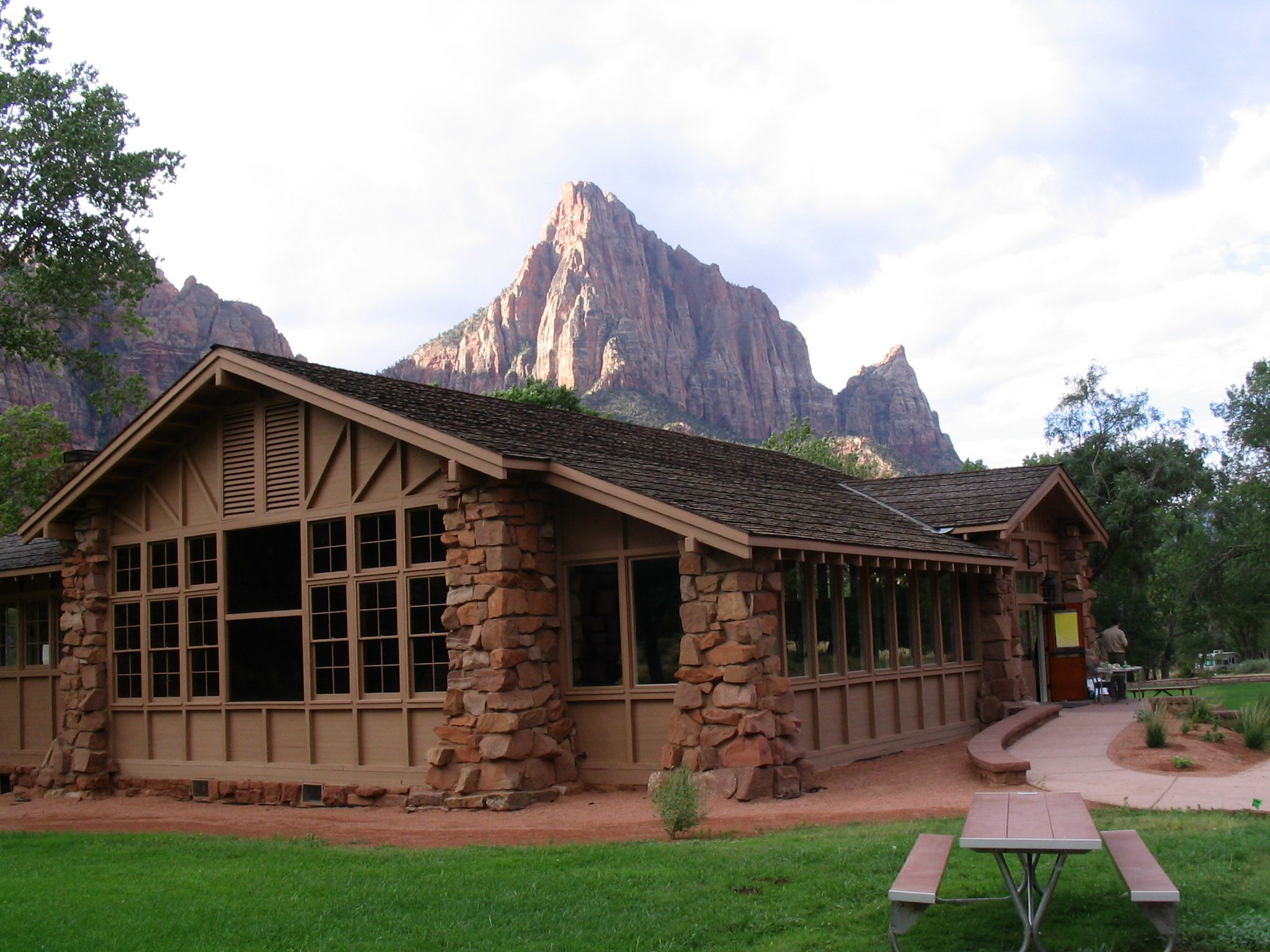
Zion Nature Center.

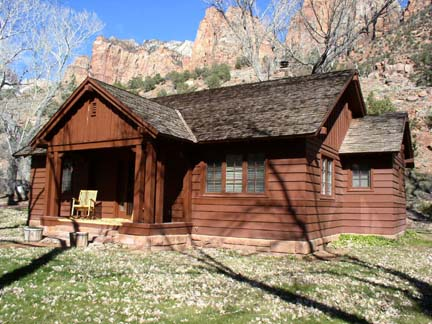
Résidence du district historique d'Oak Creek.

Le parc, célèbre pour les paysages colorés et ses canyons imposants, attire plus de deux millions de touristes chaque année. En 2017, le parc national de Zion est classé troisième en nombre de visiteurs sur les 60 parcs nationaux du pays. Le plus visité étant celui des Great Smoky Mountains avec 11 388 893 visiteurs et le deuxième est le Grand Canyon avec 6 254 238. Le parc, accessible uniquement par la route, est ouvert tout au long de l'année, tout comme ses infrastructures, à l'exception de certains jours fériés.

### Accessibilité
Le plus proche aéroport international est situé à Las Vegas, à environ 250 km. Il n'existe pas de transport public menant au parc et la route est par conséquent le seul moyen pour s'y rendre. L'importante voie routière Interstate 15 longe le côté occidental du parc. Certaines routes menant au parc sont parfois étroites, notamment dans le Zion-Mount Carmel Tunnel, ce qui limite la taille des véhicules pouvant y pénétrer. Les cyclistes et les piétons sont autorisés dans le parc, sauf dans le tunnel. Le parc dispose d'une entrée au sud permettant de visiter le canyon de Zion et d'une entrée au nord-ouest permettant elle de visiter les canyons de Kolob. D'avril à octobre, la route panoramique (Zion Canyon Scenic Drive) présente à l'intérieur du parc n'est accessible aux visiteurs que grâce au service de navettes du parc. Les véhicules privés ne peuvent emprunter le parc que par la route Highway 9 traversant le parc d'est en ouest. C'est en 1997, vu le nombre croissant de visiteurs, que le système de navettes gratuites fut mis en place en vue d'éliminer le problème croissant causé par le trafic. Les navettes, alimentées en propane, embarquent les visiteurs dans l'un des parkings dans ou en dehors du parc. Le service des parcs nationaux a délégué la gestion des navettes à RATP Dev, filiale de la RATP.

### Infrastructures

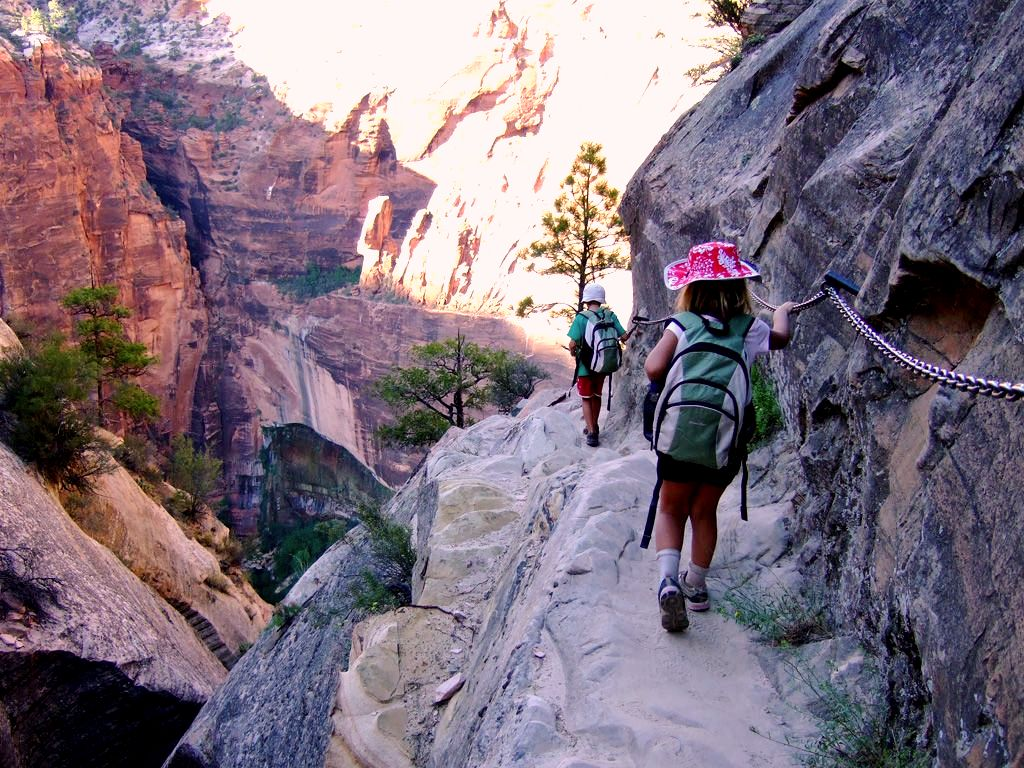
Sentier de randonnée au bord des précipices.

L'hébergement est possible dans le parc dans le Zion lodge et de nombreux hôtels sont présents dans les localités voisines. Le parc dispose également de plusieurs campings. Quelques possibilités de restauration sont possibles à Zion mais la plupart sont situées dans les localités proches du parc. La baignade n'est autorisée que dans la rivière Virgin.
Les rangers du parc informent les touristes dans le centre d'accueil à l'entrée sud du parc. Le musée explique le passé des hommes dans le parc et leurs interactions avec le milieu naturel. Il dispose d'une collection de plus de 1 600 objets découverts par les archéologues, ce qui permet de mieux comprendre le style de vie des premiers habitants.

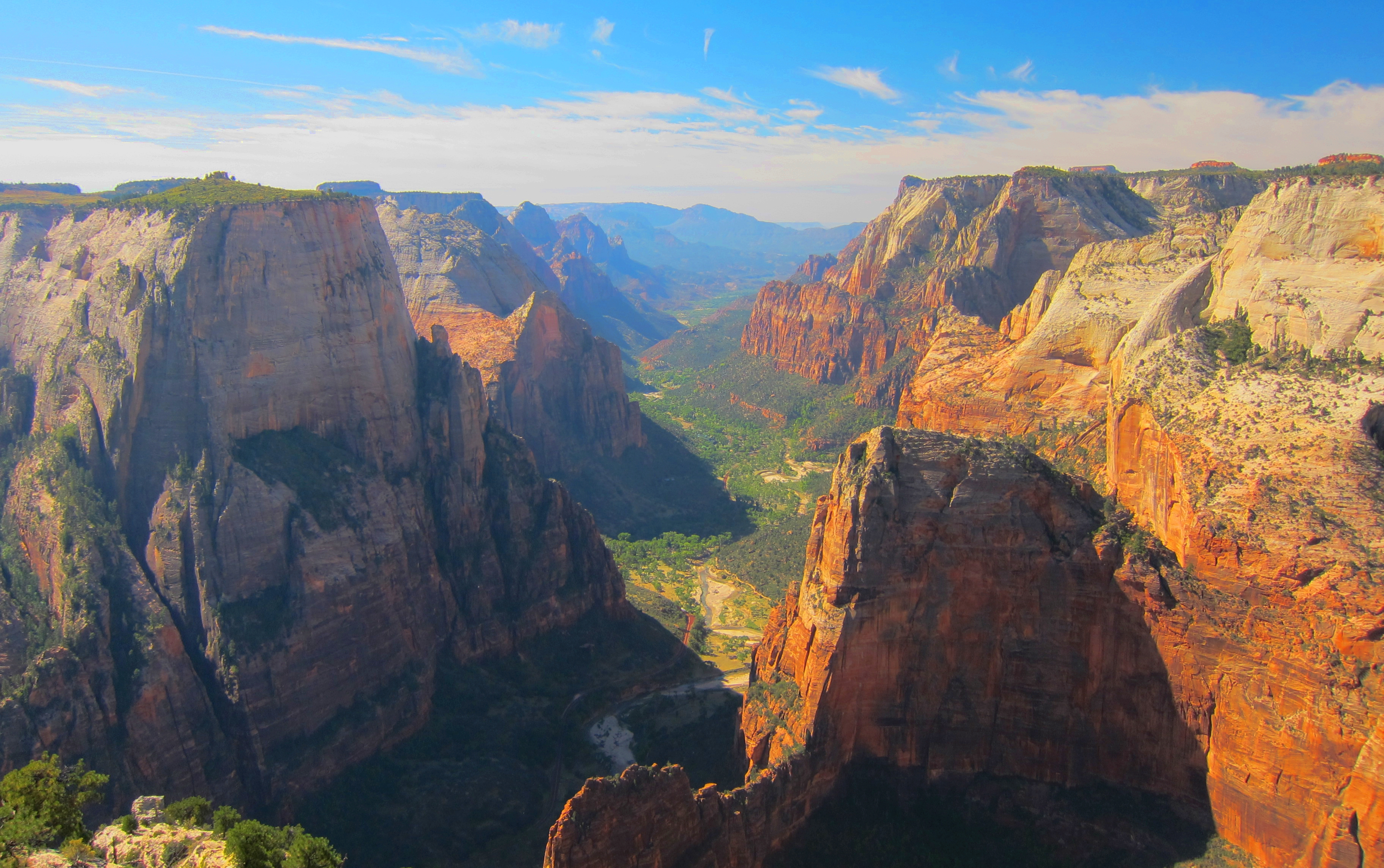
Fin du sentier Observation Point qui offre un point de vue sur le canyon à environ 2000 m d'altitude.

Le parc dispose de maints sentiers de randonnées classés selon la difficulté en fonction de leurs longueurs et du dénivelé à franchir. Parmi les faciles, le Pa'rus Trail (5,6 km) longe la rivière Virgin tandis que le Weeping Rock (0,8 km) permet de voir des écoulements d'eau le long de falaises. Le Canyon Overlook est de difficulté moyenne (1,6 km), non pas par sa longueur mais pour la rudesse de la pente qui longe le bord de falaises au-dessus d'un profond canyon. L'abrupt et étroit sentier d'Angels Landing (8 km) permet de rejoindre le sommet de la montagne du même nom en longeant le vide alors que Kolob Arch (22,5 km) offre la visite de l'arche imposante. La durée de parcours de ces sentiers varie en moyenne de une à huit heures. Le Zion Narrows (26 km) est un autre sentier difficile par sa longueur mais aussi car il est nécessaire de traverser une gorge étroite en marchant et nageant dans la rivière Virgin.

### Environs
Le parc n'est bien souvent qu'une étape parmi d'autres pour les touristes. Le sud de l'Utah et le nord de l'Arizona présentent de multiples sites touristiques. À proximité du parc, se trouvent le nord du parc national du Grand Canyon, de Bryce Canyon, de Capitol Reef et le parc d'État de Coral Pink Sand Dunes. La nature est présente dans toute cette région peu habitée, notamment dans les immenses forêts nationales de Dixie et de Kaibab. La région du lac Powell et sa Glen Canyon National Recreation Area offre d'abondantes possibilités de loisirs. En plus des parcs nationaux, la région de Bryce Canyon abrite de nombreux monuments nationaux comme le Grand Staircase-Escalante, le Cedar Breaks, le Rainbow Bridge et le Vermilion Cliffs. Tous ces lieux ont été reconnus d'intérêt national pour « leurs paysages naturels spécifiques, leurs richesses archéologiques, géologiques ou paléontologiques »,,.

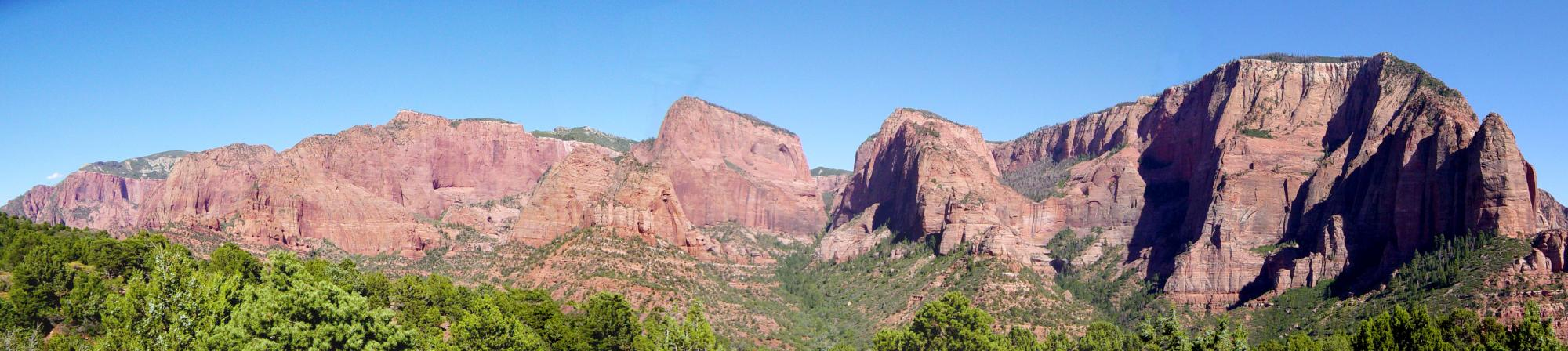
Panorama des Canyons de Kolob.

### Dans la culture
L'intrigue du contenu téléchargeable Honest Hearts du jeu Fallout: New Vegas se déroule dans le parc national de zion.